# Herói da República Socialista da Tchecoslováquia
O título de Herói da República da Tchecoslováquia (em tcheco/checo:  Hrdina Československé socialistické Republiky) foi estabelecido em 1955. O nome do título foi alterado para Herói da República Socialista da Tchecoslováquia em 1960. Concedido 31 vezes a alguns heróis de guerra tchecoslovacos, ao general e mais tarde presidente Ludvík Svoboda, ao presidente tchecoslovaco Gustáv Husák, ao cosmonauta tcheco Vladimír Remek, a generais e marechais soviéticos e a Leonid Brezhnev, líder da União Soviética. A peça nº 32 foi entregue ao Museu Nacional em Praga.

## Agraciamento
O título de Herói foi concedido para homenagear méritos extraordinários para a República Socialista da Tchecoslováquia relacionados a uma conquista de herói ou conquistas repetidas. O título foi concedido mediante proposta do governo. O herói era também premiado com a Ordem de Klement Gottwald - pela construção da Pátria Socialista. A decisão do governo nº 6/1955 Sb., datada de 8 de fevereiro de 1955, relativa à atribuição do título honorífico de "Herói da República Socialista da Checoslováquia" também estabeleceu a Ordem do Estandarte Vermelho, Ordem da Estrela Vermelha, Medalhas pelo Mérito de Defesa da Pátria e a Medalha pelos Serviços Prestados à Pátria.
A Estrela Dourada do Herói da CSSR era usada no lado esquerdo do peito, acima de todos os Prêmios da Tchecoslováquia ou de suas fitas, sempre in natura e na frente da Estrela Dourada do Herói do Trabalho Socialista. O agraciado recebia um documento sobre seu prêmio, a estrela dourada do herói e o livreto da ordem como certificado para o uso da estrela.

## Agraciados
- Josef Frank
- Gustáv Husák (3 vezes)
- Ludvík Svoboda (3 vezes)
- Vladimir Remek
- Jan Šverma
- Vendelín Opatrný
- Karol Šmidke
- Vladimir Clementis
- Leonid Iljich Brezhnev (3 vezes)
- Ivan Stepanovich Konev
- Karel Klapálek
- Andrey Antonovich Grechko
- Ivan Ignatevich Jakubovski
- Dmitry Fjodorovich Ustinov
- Matvej Vasiljevich Zacharov
- Jurij Viktorovich Romanenko
- Georgi Michajlovich Grechko
- Alexei Aleksandrovich Gubarev
- Kiril Semjonovich Moskalenko
- Andrey Yeryomenko
- Dmitriy Danilovich Leljusenko